# 福岡市立北崎小学校
福岡市立北崎小学校（ふくおかしりつ きたざきしょうがっこう）は、福岡県福岡市西区大字小田字船津後にある公立小学校。

## 校勢
2016年5月1日現在
- 学級数 - 単式学級6学級、特別支援学級1学級
- 児童数 - 105人（うち特別支援学級2人）

## 沿革
- 1873年 - 寺院等に小学校設立
- 1874年 - 宮浦下等、西浦下等、小田下等上等小学校設立
- 1879年 - 小田（小賦倉）に新校舎として初等中等小学校創立。宮浦、西浦に初等小学校創立。
- 1880年 - 西浦（井上）に新校舎創立
- 1886年 - 小学校令発布により、小田尋常小学校（4年制）、宮浦、西浦簡易小学校（3年制）となる
- 1896年 - 小田、宮浦小学校が合併し、村名が北崎村と改称されたことに伴い、北崎尋常小学校となる
- 1902年 - 西浦簡易小学校が北崎尋常小学校の分教場となる
- 1906年 - 4か年の高等科を併置し、北崎尋常高等小学校となる
- 1908年 - 6か年の義務教育となり、2か年の高等科を併置する
- 1941年 - 北崎国民学校と改称する
- 1947年 - 北崎村立北崎小学校と改称する
- 1961年 - 福岡市との合併に伴い、福岡市立北崎小学校と改称する
- 1971年 - 西浦分校、松原に落成
- 2010年 - 西浦分校を統合

## 通学区域
- 西区大字草場、大字小田、大字宮浦、大字西浦の全域[4]。

糸島市との市境部を含む福岡市の北西端一帯を校区とする。宮浦、西浦地区の海岸部には漁港を中心とする集落が広がり、他の地域は畑地が多い。学校は小田の玄界灘沿いの県道54号線沿線に位置しており、離島を除き福岡市で最も西に立地する小学校である。
中学校は隣接する福岡市立北崎中学校の校区。両校は小中併設校ではないが、連携小中一貫教育を行っている。

### 校区が隣接する小学校
- 福岡市立今津小学校
- 福岡市立元岡小学校
- 糸島市立桜野小学校

## 校歌
- 作詞：笠政雄
- 作曲：波佐間春雄